# 14567 Ніковінсенті
14567 Ніковінсенті (14567 Nicovincenti) — астероїд головного поясу, відкритий 19 червня 1998 року.
Тіссеранів параметр щодо Юпітера — 3,594.